# オヂヤセイキ
オヂヤセイキ株式会社は新潟県小千谷市に本社をおき東京営業所を開設し営業を行っている企業である。
主にねじゲージを中心に幅広く計測機器を取り扱っている。

## 取り扱い商品
- ねじゲージ各種
- 各種ゲージ
- 計測機器
- 空気マイクロメータ
- 空気マイクロメータ用測定子